# Possession/My All For You
Possession/My All For You（ポゼション/マイ オール フォー ユー）は、JYONGRIのデビューシングル。

## 概要
- 「Possession」と「My All For You」のアレンジを加えることにより、バリエーション豊かでより楽しめるようにとのアイデアからトラックの追加が行われ、最終的に2曲計9トラック収録となった。
- 「Possession」のリミックス･ヴァージョンである「Re-Possessed」は、イギリスのヒットチャート誌において、デビューする前である12月16日付のMUSIC WEEKクラブ・チャートに、初登場で22位にランクインした。
- 「Possession」、「My All For You」の2曲とも日本テレビ系列番組のエンディングテーマに起用されている。
- 2010年現在、全シングル中で最大のヒット。

## 解説
Possession
- 速いテンポの曲により、歌詞のテーマである激しい恋愛情緒がより強調されている。
- タイトルの「Possession」は「所有」「占有」などの意味。歌詞中の「You are my possession」「I’m your possession」は、お互いを所有する束縛的な恋愛を表現している。
- サビの「情熱」は「愛情」の意。
- プロモーションビデオでは、前方に傾斜させてセッティングできるオーダーメイドのスタンドにセットされたFantom-X6を演奏しながら歌っている。

My All For You
- TVスポットで大量オンエアされた「Possession」に対し、こちらは有線やラジオ等でオンエアされることが多かった。

## 収録曲
全作詞･作曲: JYONGRI
1. Possession
  - 編曲: Jeeve/本田優一郎
2. My All For You
  - 編曲: 村山晋一郎/本田優一郎
3. Possession (English Version)
4. Possession (Chris Paul Club Remix)
  - remixed by Chris Paul
5. Re-Possessed (Possession-Chris Paul Dub Mix)
  - remixed by Chris Paul
6. Possession -Instrumental-
7. My All For You -Instrumental-
8. Possession (Vocal Track)
9. My All For You (Vocal Track)

## タイアップ
タイアップ一覧を参照。